# Історія грошей
Історія грошей стосується розвитку систем, які забезпечують функції грошей. Такі системи можна розуміти як засоби непрямої торгівлі багатством; не безпосередньо, як при бартері. Гроші є механізмом, який сприяє цьому процесу.
Гроші можуть мати фізичну форму, як у монетах і банкнотах, або можуть існувати як письмовий чи електронний рахунок. Вони можуть мати внутрішню вартість (товарні гроші), бути юридично обмінюваними на щось із внутрішньою вартістю (представницькі гроші) або мати лише номінальну вартість (державні гроші).

## Вступ
Винайшли гроші ще до початку писемної історії. Тому, будь-яка історія виникнення грошей здебільшого базується на припущеннях і логічних висновках.
Значні докази свідчать про те, що на стародавніх ринках обмінювалися речима,  тобто була присутня валюта обміну. Це включало худобу та зерно — речі, які були безпосередньо корисними самі по собі. Також обмінювали на більш корисні товари, просто привабливі предмети, наприклад мушлі каурі чи намистини.  Однак такі обміни краще було б описати як бартер, бо звичайний бартер певного товару (особливо, коли товари не є взаємозамінними) технічно не робить цей товар «грошима». Проте шекель – був як монета, що представляла конкретну вагу ячменю, а отже, і вагу цього мішка ячменю.
Через складність давньої історії (стародавні цивілізації розвивалися різними темпами та не зберігали точні записи або їх записи були знищені), а також через те, що давнє походження економічних систем передує письмовій історії, неможливо простежити справжнє походження винаходу грошей. Крім того, історичні дані  підтверджують ідею про те, що гроші мали дві основні форми, розділені на широкі категорії розрахункових грошей (дебетові та кредитні в бухгалтерських книгах) та обмінних грошей (матеріальні засоби обміну, виготовлені з глини, шкіри, папір, бамбук, метал тощо.).
Оскільки «гроші на рахунку» залежать від здатності фіксувати кількість грошей, лічильник був значним досягненням. Найдавніший з них датується епохою Оріньяк, приблизно 30 000 років тому. 20 000-річна кістка Ішанго, знайдена біля одного з витоків Нілу в Демократичній Республіці Конго, має відповідні позначки на стегновій кістці бабуїна для підрахунку відповідності/чисельності. Щодо терміну бухгалтерський облік у грошовій системі, в Месопотамії , були знайдені бухгалтерські записи, які датуються більш ніж 7000 роками назад. Ці документи зі стародавньої Месопотамії демонструють списки витрат, отриманих і проданих товарів, а також історія бухгалтерського обліку свідчить, що грошові кошти передують використанню монет на кілька тисяч років. Девід Гребер припускає, що гроші як розрахункова одиниця були винайдені, коли зобов’язання, яке не піддається кількісному вимірюванню, «я винен тобі один» перетворилося на кількісне поняття «я винен тобі одну одиницю чогось». Згідно з цією точкою зору, гроші спочатку з’явилися як гроші на рахунку і лише пізніше набули форми обмінних грошей.
Стосовно обмінних грошей, використання репрезентативних грошей також історично передує винаходу монет. У стародавніх імперіях Єгипту, Вавилона, Індії та Китаю храми та палаци часто мали товарні склади, у яких використовувалися глиняні жетони  та інші матеріали, які підтверджували право доступу до частини товарів, що зберігалися на складах. Немає жодних конкретних доказів того, що такі види токенів використовувалися для торгівлі, скоріш завсе вони були лише для адміністрування та обліку.
Незважаючи на те, що це не найстаріша форма обміну грошей, різні метали (як звичайні, так і дорогоцінні) також використовувалися як у бартерних системах, та в грошових системах, і історичне використання металів є одним із найяскравіших прикладів того, як бартерні системи породили монетні системи. Використання бронзи римлянами,чітко ілюструє цей перехід. Цю подію добре задокументовано, хоча це не один із найдавніших прикладів. Спочатку використовувалась «aes rude» (необроблена бронза). Це була велика маса невиміряної бронзи, яка використовувалася, ймовірно, у системі обміну — здатність бронзи до бартеру була пов’язана виключно з її використанням у металообробці (її обмінювали з наміром перетворити на інструменти). Наступним історичним кроком стала бронза у злитках, які мали вагу 5 фунтів (щоб зробити бартер легшим і більш чесним), під назвою «aes signatum» (знакова/вимірена бронза), і саме тут виникають дебати між тим, чи це все ще є бартерна або уже грошова система. Зрештою, бачимо явний перехід від використання бронзи в бартері до її використання як грошей (бо менші розміри бронзи,не призначені для використання в інших цілях, окрім монет). Aes grave (важка бронза) (або As) є початком використання монет у Римі, але не є найдавнішим відомим зразком металевих монет.
Золото і срібло були найпоширенішими формами грошей протягом всієї історії. У багатьох мовах, таких як іспанська, французька, іврит та італійська, слово «срібло» все ще безпосередньо пов’язане зі словом «гроші». Іноді використовували інші метали. Наприклад, Стародавня Спарта карбувала монети із заліза, щоб перешкодити своїм громадянам брати участь у зовнішній торгівлі. На початку 17 століття у Швеції не вистачало дорогоцінних металів, і тому виготовляли «тарілкові гроші»: великі мідні плити 50 см або більше, на яких було нанесено штамп із зазначенням їх вартості.
Золоті монети знову почали карбувати в Європі в 13 столітті. Фрідріху II приписують повторне введення золотих монет під час хрестових походів. У 14 столітті Європа перейшла від використання срібла до золота як валюти. Відень зробив цю зміну в 1328 році.
Монети на металевій основі мали перевагу в тому, що вони зберігали свою цінність у самих монетах – з іншого боку, вони спонукали до маніпуляцій, таких як обрізання монет (видалення частини дорогоцінного металу - крадіжка). Більшою проблемою було одночасне співіснування золотих, срібних і мідних монет у Європі. Обмінні курси між металами змінювалися залежно від попиту та пропозиції. Наприклад, золота гвінейська монета почала зростати проти срібної крони в Англії в 1670-х і 1680-х роках. Отже, срібло експортувалося з Англії в обмін на імпорт золота. Ефект посилювався тим, що азійські трейдери не поділяли європейського підвищення ціни на золото — золото покинуло Азію, а срібло — Європу таких кількостях, що європейські спостерігачі, такі як Ісаак Ньютон, майстер Королівського монетного двору, спостерігали за цим із занепокоєнням.
Стабільність прийшла, коли національні банки гарантували обмін срібних грошей на золото за фіксованим курсом; однак це не далося легко. Банк Англії ризикував національною фінансовою катастрофою в 1730-х роках, коли клієнти вимагали обміняти їхні гроші на золото в момент кризи. Зрештою лондонські купці врятували банк і націю фінансовими гарантіями. 
Іншим кроком в еволюції грошей стала зміна монети як одиниці ваги на одиницю вартості. Можна провести різницю між його товарною вартістю та його видовою вартістю. Різниця в цих значеннях становить сеньйораж.

## Теорії грошей
Найбільш ранні ідеї включали «металістську» концепцію Аристотеля та «чарталістську» концепцію Платона, які Йозеф Шумпетер інтегрував у свою власну теорію грошей як форм класифікації. Зокрема, австрійський економіст намагався розвинути каталактичну теорію грошей на основі теорії претензій(теорії прав). Теорія Шумпетера мала кілька тем, але найважливіша з них пов’язана з уявленнями про те, що гроші можна аналізувати з точки зору соціального обліку, і що вони також тісно пов'язані з теорією вартості та ціни.
Існує принаймні дві теорії того, що таке гроші, і вони можуть вплинути на тлумачення історичних та археологічних свідчень ранніх грошових систем. Товарній теорії грошей (гроші обміну) віддають перевагу ті, хто хоче розглядати гроші як природний результат ринкової діяльності. Інші вважають кредитну теорію грошей (рахункових грошей) більш правдоподібною та вважають роль держави ключовою у встановленні грошей. Товарна теорія є більш поширеною, і більша частина цієї статті написана з цієї точки зору. Загалом, різні теорії грошей, розроблені економістами, здебільшого зосереджені на функціях, використанні та управлінні грошима.
Інші теоретики також відзначають, що статус певної форми грошей завжди залежить від статусу, який їй приписують люди та суспільство. Наприклад, золото може розглядатися як цінне в одному суспільстві, але не цінне в іншому, але не цінне в іншому, інший приклад - банкнота є просто аркушем паперу, доки не буде погоджено, що вона має грошову вартість.

### Грошова маса
У наш час економісти намагалися класифікувати різні типи грошової маси. Різні показники грошової маси були класифіковані різними центральними банками за допомогою префікса "М". Класифікація маси часто залежить від того, наскільки вузько визначено використання тої чи інщої маси, наприклад, "M" може коливатися від M0 (найвужчий) до M3 (найширший). Класифікація залежить від конкретного правила формулювання, що використовується:
- M0М0 : у деяких країнах, наприклад у Великій Британії, M0 включає банківські резерви, тому M0 називають грошовою базою або вузькими грошима.[24]
- MB : називається грошовою базою або загальною валютою. Це основа, з якої створюються інші форми грошей (наприклад, чекові депозити, перераховані нижче), і традиційно є найбільш ліквідним показником маси грошей.[25]
- M1 : банківські резерви не включені в M1.
- M2 : представляє M1 і "близькі замінники" для M1.[26] М2 є ширшою класифікацією грошей, ніж М1. М2 є ключовим економічним індикатором, який використовується для прогнозування інфляції.[27]
- M3 : M2 плюс великі та довгострокові депозити. З 2006 року M3 більше не публікується центральним банком США.[28] Проте все ще існують оцінки, зроблені різними приватними установами.
- MZM : Гроші з нульовим терміном погашення. Він вимірює пропозицію фінансових активів, які можна викупити за номіналом на вимогу. Швидкість MZM історично є відносно точним провісником інфляції.[29][30][31]

## Технології

### Проба
Проба – аналіз хімічного складу металів. Відкриття пробного каменю  для проби допомогло популяризації товарних грошей і карбування монет на основі металу.  Будь-який м'який метал, наприклад золото, можна перевірити на чистоту на пробному камені. В результаті використання золота в якості товарних грошей поширилося з Малої Азії, де воно вперше отримало широке застосування. 
Пробний камінь дозволяє оцінити кількість золота в пробі сплаву. У свою чергу це дозволяє оцінити чистоту сплаву. Це дозволяє створювати монети з рівномірною кількістю золота. Монети, як правило, карбувалися урядом, а потім штампували емблемою, яка гарантувала вагу та вартість металу. Однак, як і внутрішня вартість, монети мали номінал. Іноді уряди зменшують кількість дорогоцінного металу в монеті (зменшуючи внутрішню вартість) і заявляють про ту саму номінальну вартість, ця практика відома як девальвація. 

## Передісторія: попередники грошей та їх виникнення

### Безгрошовий обмін

#### Дарування та борги
Немає жодних свідчень, історичних чи сучасних, про суспільство, в якому бартер є основним способом обміну;   натомість немонетарні суспільства діяли в основному за принципами економіки дарування та боргу. Коли бартер все-таки відбувся, він, як правило, був між абсолютно незнайомими людьми або потенційними ворогами.

#### Бартер
З бартером особа, що володіє будь-яким надлишком вартості, наприклад, мірою зерна або кількістю худоби, може безпосередньо обміняти її на щось, що, як вважається, має подібну або більшу цінність або корисність, наприклад, глиняний горщик або інструмент, однак здатність здійснювати бартерні операції обмежена тим, що це залежить від збігу бажань. Наприклад, фермер повинен знайти когось, хто не тільки хоче зерно, яке він виробляв, але й міг би запропонувати щось натомість, що хоче фермер.

##### Гіпотеза бартеру як походження грошей
У книзі «Політика» 1:9 (прибл. 350 до н.е.) грецький філософ Аристотель розмірковував про природу грошей. Він вважав, що кожен об'єкт має два застосування: початкове призначення, для якого був спроектований об'єкт, і як предмет для продажу або бартеру. Присвоєння грошової вартості іншому незначному об'єкту, такому як монета або вексель, виникає в міру того, як люди набули психологічної здатності довіряти один одному і зовнішньому авторитету в рамках бартерного обміну. Пошук людей, з якими можна обмінюватися, займає багато часу; Австрійський економіст Карл Менгер висунув гіпотезу, що ця причина є рушійною силою у створенні грошових систем – людей, які шукають спосіб припинити витрачати свій час на пошуки того, з ким можна обмінятися.
У своїй книзі «Борг: перші 5000 років» антрополог Девід Гребер виступає проти припущення, що гроші були винайдені для заміни бартеру. Проблема цієї версії історії, припускає він, полягає у відсутності будь-яких підтверджуючих доказів. Його дослідження показують, що економіка подарунків була поширеною, принаймні на початку перших аграрних суспільств, коли люди використовували складні кредитні системи. Гребер пропонує, щоб гроші як розрахункова одиниця були винайдені в той момент, коли незрівнянне зобов'язання «я зобов'язаний тобі одному» трансформувалося в кількісне поняття «я винен тобі одну одиницю чого-небудь». У цьому уявленні гроші виникли спочатку як кредит і лише пізніше набули функцій засобу обміну і сховища вартості. Критика Гребера частково спирається на те, що зробив А. Мітчелл Іннес у своїй статті 1913 року «Що таке гроші?». Іннес спростовує бартерну теорію грошей, досліджуючи історичні докази і показуючи, що ранні монети ніколи не мали послідовної вартості і не мали більш-менш послідовного вмісту металу. Тому він приходить до висновку, що продаж - це не обмін товару на якийсь універсальний товар, а обмін на кредит. Він стверджує, що "тільки кредит і кредит - це гроші". Антрополог Керолайн Хамфрі вивчає наявні етнографічні дані і робить висновок, що "Жоден приклад бартерної економіки, чистої і простої, ніколи не був описаний, не кажучи вже про виникнення з неї грошей; вся наявна етнографія говорить про те, що такого ніколи не було».
Економісти Роберт П. Мерфі та Джордж Селгін відповіли Греберу, сказавши, що гіпотеза бартеру відповідає економічним принципам, а бартерна система була б надто короткою, щоб залишити постійний запис. Джон Олександр Сміт з Белла-Каледонія сказав, що в цьому обміні Гребер діє як вчений, намагаючись фальсифікувати гіпотези бартеру, тоді як Селгін займає теологічну позицію, сприймаючи гіпотезу як істину, відкриту від авторитету.

#### Подарункова економіка
В економіці подарунків цінні товари та послуги регулярно надаються без будь-якої явної згоди на негайні або майбутні винагороди (тобто немає офіційної quid pro quo). В ідеалі одночасне або повторюване дарування служить для поширення та перерозподілу цінностей у громаді.
Існують різні соціальні теорії, що стосуються економіки подарунків. Деякі вважають подарунки формою взаємного альтруїзму,де відносини створюються за допомогою цього типу обміну. Інше тлумачення полягає в тому, що неявний борг "Я винен вам"  та соціальний статус присуджуються в обмін на "подарунки".  Розглянемо, наприклад, обмін їжею в деяких суспільствах мисливців-збирачів, де обмін їжею є запобіжником від невдачі щоденного добування будь-якої особи. Цей звичай може відображати альтруїзм, він може бути формою неформального страхування, а може приносити з собою соціальний статус або інші вигоди.

### Поява грошей
Антропологи відзначають багато випадків, коли «примітивні» суспільства використовували те, що для нас виглядає дуже схоже на гроші, але в некомерційних цілях, дійсно, комерційне використання могло бути заборонено:
Найчастіше такі валюти взагалі ніколи не використовуються для того, щоб нічого купувати і продавати. Замість цього вони використовуються для створення, підтримки та іншої реорганізації відносин між людьми: для організації шлюбів, встановлення батьківства дітей, боротьби з чварами, втішання скорботних на похоронах, пошуку прощення у випадку злочинів, ведення переговорів про договори, придбання послідовників - майже все, що завгодно, крім торгівлі ямсами, лопатами, свинями або ювелірними виробами.
Це говорить про те, що основна ідея грошей, можливо, давно передувала її застосуванню в комерційній торгівлі.
Після приручення великої рогатої худоби і початку вирощування сільськогосподарських культур в 9000-6000 роках до нашої ери в якості грошей стали використовувати тваринницьку і рослинну продукцію. Однак саме в природі сільськогосподарського виробництва речі потребують часу, щоб досягти успіху. Фермеру може знадобитися купити речі, за які він не зможе оплатити відразу. Таким чином була введена ідея боргу і кредиту, і виникла необхідність її обліку і відстеження.
Створення перших міст у Месопотамії (бл. 3000 р. до н. е.) забезпечило інфраструктуру для наступної найпростішої форми грошей рахунку — кредиту, забезпеченого активами, або  представницьких грошей. Селяни здавали своє зерно в храм, де записувалося родовище на глиняних табличках, і давали фермеру розписку у вигляді глиняного жетона, який вони потім могли використовувати для сплати зборів або інших боргів перед храмом. Оскільки основна частина покладів у храмі складалася з основного основного продукту, ячменю, фіксована кількість ячменю стала використовуватися як розрахункова одиниця.

Думка Аристотеля про створення грошей обміну як нової речі в суспільстві така:
Коли жителі однієї країни ставали більш залежними від жителів іншої, і вони ввозили те, що їм було потрібно, і вивозили те, що у них було занадто багато, гроші обов'язково надходили в ужиток.
Торгівля з іноземцями вимагала форми грошей, яка не була прив'язана до місцевого храму або господарства, грошей, які несли з собою свою вартість. Товар, який би виступав посередником на біржах, які не могли бути врегульовані прямим бартером, був рішенням. Який товар буде використовуватися, було питанням угоди між двома сторонами, але в міру розширення торгових зв'язків і збільшення кількості залучених сторін кількість прийнятних довірених осіб зменшувалася б. Зрештою, в кожній торговій зоні сходилися один або два товари, найпоширенішими з яких були золото і срібло.
Цей процес був незалежним від місцевої грошової системи, тому в деяких випадках суспільства могли використовувати гроші обміну до розробки місцевих грошей рахунку. У суспільствах, де зовнішня торгівля була рідкістю, гроші обміну могли з'явитися набагато пізніше, ніж гроші рахунку.
У ранній Месопотамії мідь деякий час використовувалася в торгівлі, але незабаром була витіснена сріблом. Храм (який фінансував і контролював більшу частину зовнішньої торгівлі) встановлював валютні курси між ячменем і сріблом та іншими важливими товарами, що дозволяло здійснювати оплату за допомогою будь-якого з них. Це також дало можливість широкого використання бухгалтерського обліку в управлінні всім господарством, що призвело до розвитку писемності і, таким чином, початку історії.

## Бронзовий вік: товарні гроші, кредит і борг
Багато культур по всьому світу розвинули використання товарних грошей, тобто предметів, які мають цінність самі по собі, а також цінність при їх використанні в якості грошей. Стародавній Китай, Африка та Індія використовували коров'ячі мушлі..
Месопотамська цивілізація розвинула масштабну економіку, засновану на товарних грошах. Шекель був одиницею ваги і валюти, вперше зафіксованої близько 3000 р. до н.е., що було номінально еквівалентно питомій вазі ячменю, який був існуючою і паралельною формою валюти. Вавилоняни та їхні сусідні міста-держави пізніше розробили найдавнішу систему економіки, як ми думаємо про неї сьогодні, з точки зору правил про борг, юридичних договорів та правових кодексів, що стосуються ділової практики та приватної власності. Гроші з'явилися тоді, коли зростаюча складність операцій робила їх корисними\.
Кодекс Хаммурапі, найкраще збережений кодекс стародавнього права, був створений близько 1760 року до нашої ери (середня хронологія) в стародавньому Вавилоні. Він був введений в дію шостим вавилонським царем Хаммурапі. Більш ранні збірники законів включають кодекс Ур-Намму, царя Ура (бл. 2050 р. до н.е.), Кодекс Ешнунни (бл. 1930 р до н.е.) і кодекс Ліпіт-Іштара з Ісіна (бл. 1870 р до н.е.). Ці кодекси законів формалізували роль грошей у громадянському суспільстві. Вони встановлювали суми відсотків за борг, штрафи за «проступки», а також компенсацію грошима за різні порушення формалізованого законодавства.
З давніх-давен передбачалося, що метали, де вони є, надавалися перевага для використання в якості протогрошових перед такими товарами, як велика рогата худоба, коров'ячі раковини або сіль, тому що метали відразу довговічні, переносні і легко діляться. Використання золота як протогрошів простежується до четвертого тисячоліття до нашої ери, коли єгиптяни використовували золоті злитки встановленої ваги як засіб обміну, як це було зроблено раніше в Месопотамії зі срібними злитками. 

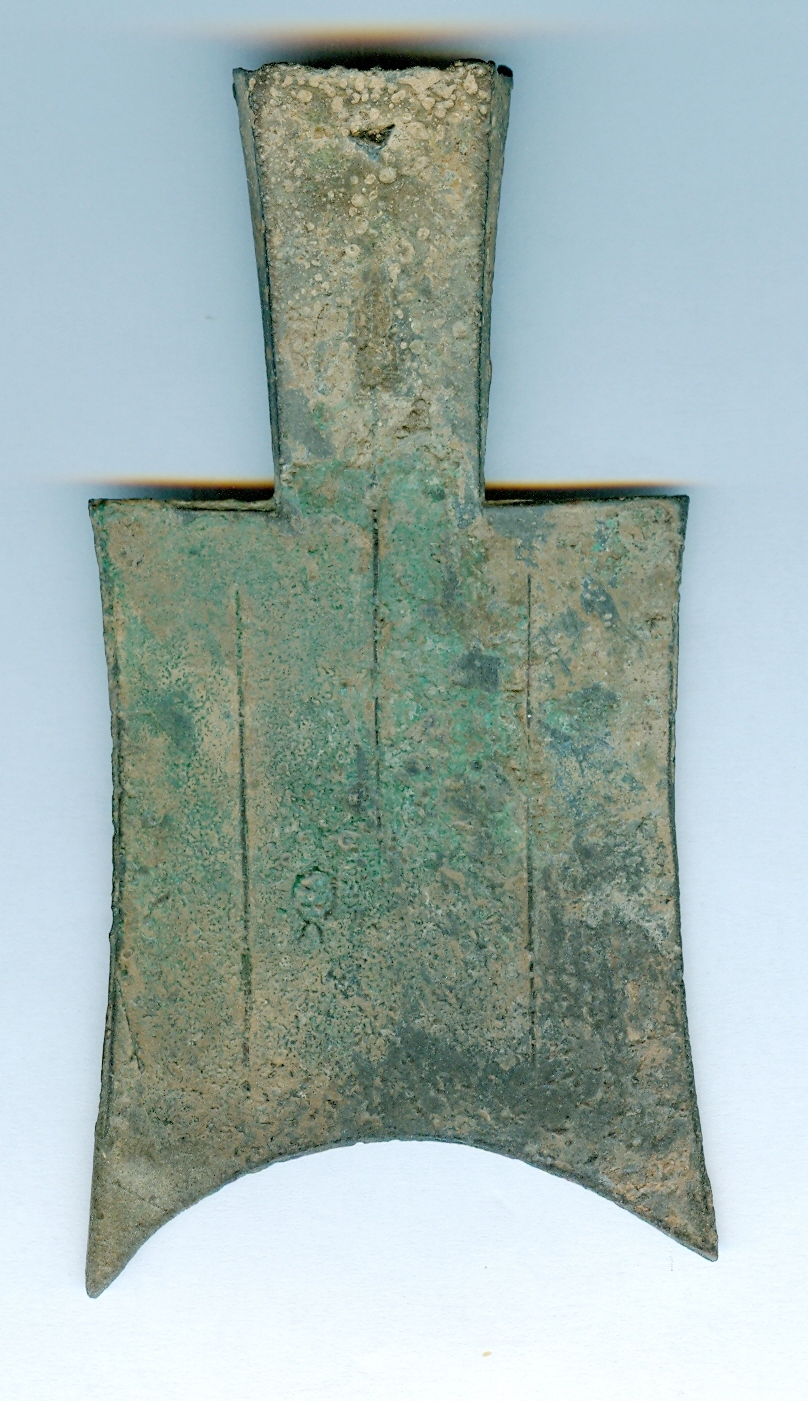
Гроші династії Чжоу, бл. 650–400 до н.е.

Перша згадка в Біблії про використання грошей міститься в Книзі Буття з посиланням на критерії обрізання купленого раба. Пізніше печера Махпела була придбана (зі сріблом ) Авраамом через деякий час після 1985 року до нашої ери, хоча вчені вважають, що книга була відредагована в 6-му або 5-му століттях до нашої ери.

## 1000 р. до н.е. – 400 р. н.е

### Перші монети

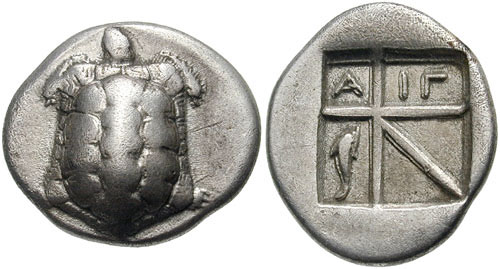
Грецька драхма Егіни. Спереду: Сухопутна черепаха. Ззаду: ΑΙΓ(INA) і дельфін

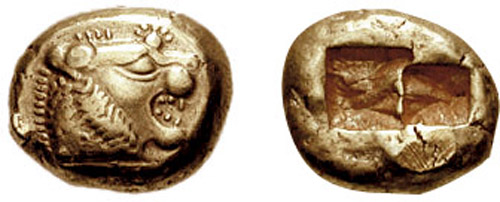
Третина монети 7-ого століття з Лідії, показана більшою стороною

Приблизно починаючи з 1000 року до нашої ери гроші у вигляді невеликих ножів і лопат, виготовлених із бронзи, використовувалися в Китаї під час династії Чжоу, причому до цього використовувалися відлиті бронзові копії раковин каурі. Перші виготовлені монети, здається, з'явилися окремо в Індії, Китаї та містах навколоо Егейського моря в 7 столітті до нашої ери.  У той час як ці егейські монети були штамповані (нагріті та забиті знаками розрізнення), індійські монети (з долини річки Ганг) були пробиті металевими дисками, а китайські монети (вперше розроблені на Великій рівнині) були відлиті бронзою з отворами в центрі, які повинні були бути нанизані разом. Різні форми та металургійні процеси передбачають окремий розвиток.
Всі сучасні монети, в свою чергу, походять від монет, які, здається, були винайдені в королівстві Лідія в Малій Азії десь близько 7 століття до нашої ери і які поширилися по всій Греції в наступні століття: дископодібні, виготовлені із золота, срібла, бронза або їх імітації, причому обидві сторони мали зображення, отримане шляхом штампування; з однією сторони часто намальована голова людини.
Можливо, першим правителем у Середземномор'ї, який, як відомо, офіційно встановив стандарти ваги та грошей, був Фейдон. Карбування відбувалося наприкінці 7 століття до нашої ери в грецьких містах Малої Азії, поширившись на грецькі острови Егейського моря та на південь Італії до 500 року до н.е. Перші штамповані гроші (що мають знак певного авторитету у вигляді малюнка або слів) можна побачити в Національній бібліотеці в Парижі. Це електрум-державець, придуманий на острові Егіна. Ця монета датується приблизно 7 століттям до нашої ери.
Геродот датував введення монет в Італію етрусками з Популонії приблизно 550 роком до нашої ери.
Інші монети з електруму (природного сплаву срібла і золота) були виготовлені в більших масштабах приблизно в 7 столітті до нашої ери в Лідії (на узбережжі нинішньої Туреччини). Подібна монета була прийнята і виготовлена за власними стандартами в сусідніх містах Іонії, включаючи Мітилену та Фокею (з використанням монет з електруму) та Егіну (з використанням срібла) протягом 7 століття до нашої ери, і незабаром стала прийнята в материковій Греції та Перській імперії (після включення Лідії в 547 р. до н.е.).
Використання та експорт срібної монети, а також платня солдатам монетами сприяли пануванню Афінської імперії в 5 столітті до нашої ери. Використане срібло було видобуто в південній Аттиці в Лауріумі та Торікосі величезною робочою силою рабської праці. Велике відкриття срібної жилки в Лауріумі в 483 році до н.е. призвело до величезного розширення афінського військового флоту.
Поклоніння Монеті описано Лівієм при храмі, побудованому за часів Риму 413 (123)  ; на початку 4 століття був побудований храм, присвячений тій же богині (можливо, той самий храм). Протягом чотирьох століть храм містив монетний двір Риму. Таким чином ім'я богині стало джерелом багатьох слів в англійській і романських мовах, у тому числі слова " гроші " і " монетний двір "

## 400–1450 рр.

### Середньовічні монети та розрахункові гроші
Карл Великий у 800 році нашої ери здійснив ряд реформ, ставши «імператором Священної Римської імперії», включаючи випуск стандартної монети, срібної копійки. З 794 по 1200 рік пенні був єдиним номіналом монети в Західній Європі. Карбовані без нагляду єпископів, міщан, феодалів і феодальних володінь, до 1160 року монети Венеції містили лише 0,05 г срібла, в той час як монети Англії карбувалися з 1,3 г срібла. Великі монети були введені в середині 13 століття. В Англії десяток пенні називали "шилінгом", а двадцять шилінгів - "фунтом".
Поширеним було знецінення монети. Значні періоди знецінення відбулися в 1340–60 та 1417–29 роках, коли дрібні монети не карбувалися, а до 15 століття випуск дрібної монети був ще більше обмежений урядовими обмеженнями та навіть заборонами. За винятком Великого знецінення, монети Англії постійно карбувалися зі стерлінгового срібла (вміст срібла 92,5%). Більш низька якість срібла з більшою кількістю міді, що використовується в Барселоні, називалося «мільярд».

### Перші паперові гроші

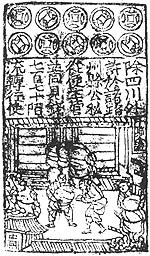
Найдавніша банкнота Китаю часів династії Сун, відома як "Цзяоцзи"

Паперові гроші були введені в Китаї династії Сун протягом 11 століття. Розвиток банкноти почався в сьомому столітті, з місцевих випусків паперової валюти. Його коріння починались в купецьких розписках депозиту за часів династії Тан (618-907), оскільки купці та оптовики хотіли уникнути великої кількості мідного карбування у великих комерційних операціях. Випуск кредитних білетів часто здійснювався на обмежений термін і з деяким дисконтом до обіцяної суми згодом. Тим не менш, цзяоцзи не замінили монети за часів династії Сун; паперові гроші використовувались поряд з монетами. Незабаром центральний уряд помітив економічні переваги друку паперових грошей, видавши монопольне право кільком депозитним магазинам на випуск цих депозитних сертифікатів. До початку 12 століття кількість банкнот, випущених за один рік, становила річну норму в 26 мільйонів ниток готівкових монет.

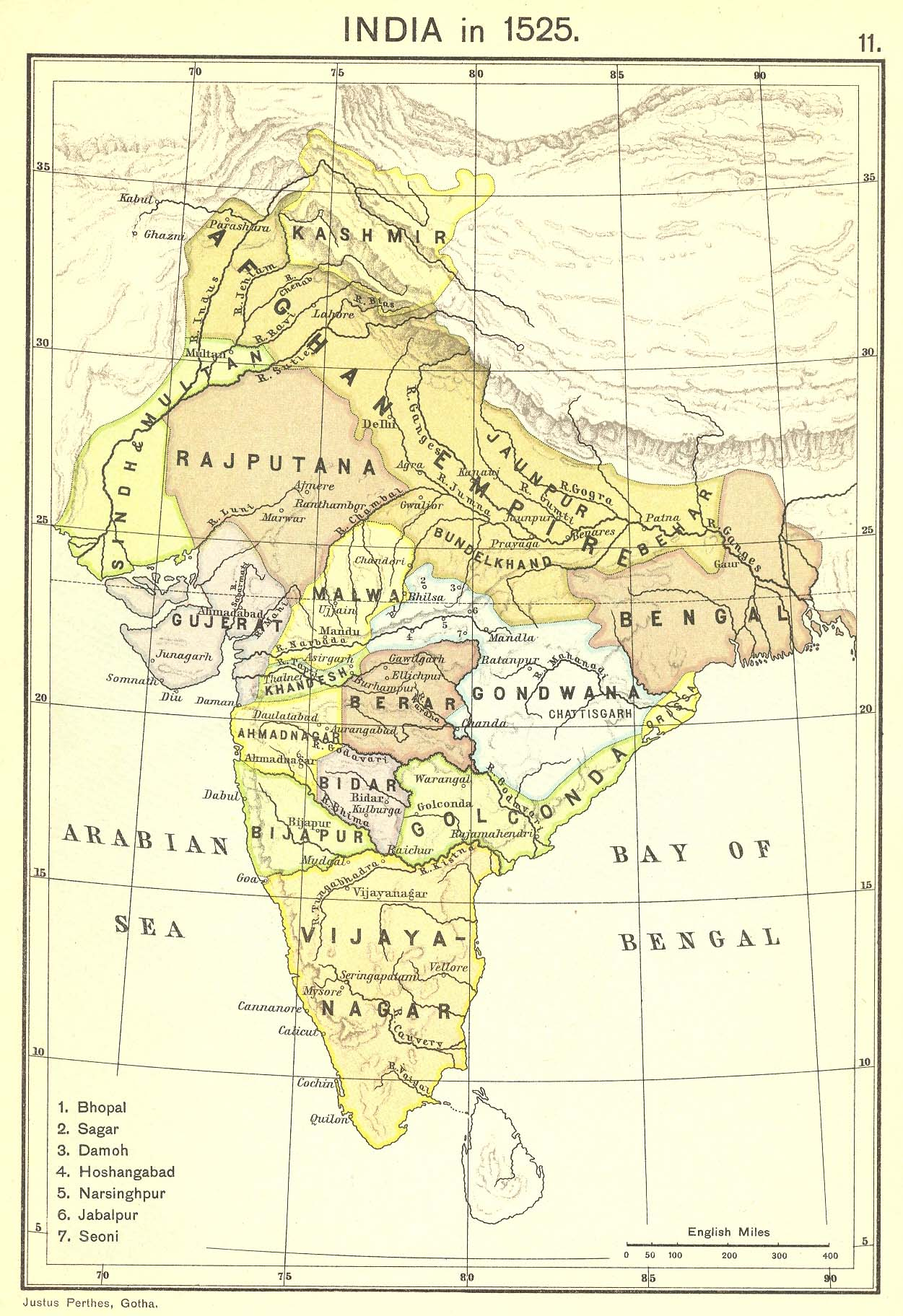
Така широко використовувалася в Південній Азії в період султанату

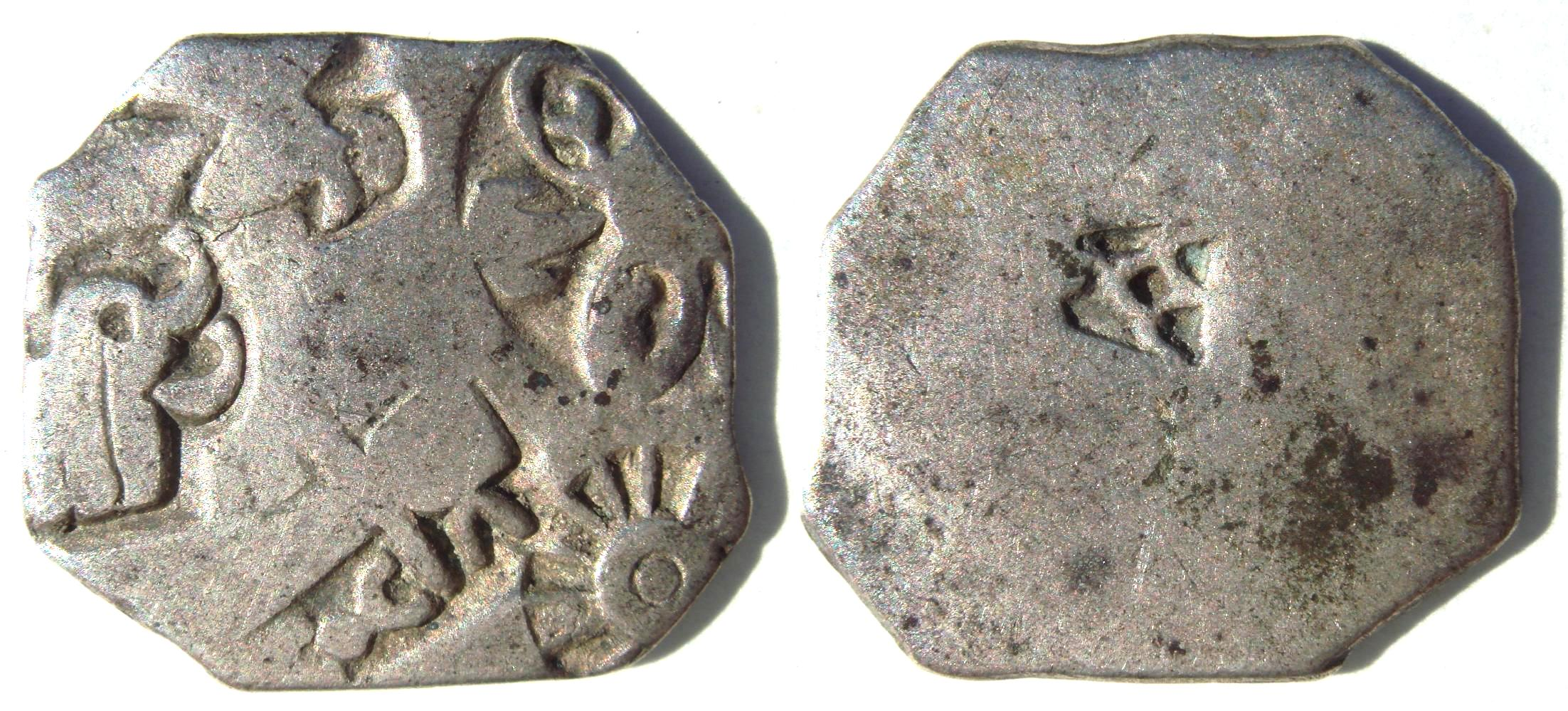
Срібна монета імперії Маур'я, відома як rūpyarūpa, із символами колеса та слона. 3 століття до нашої ери.

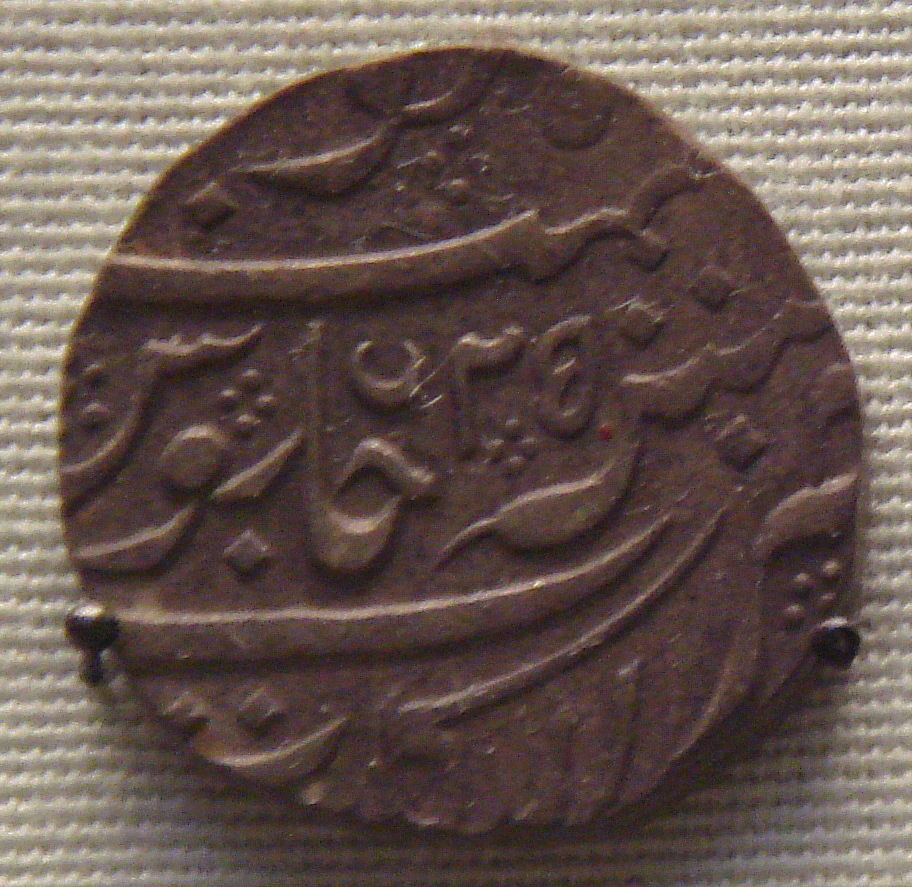
Французька Ост-Індська компанія випустила рупії на ім'я Мухаммеда Шаха (1719–1748) для торгівлі Північною Індією. Це було відлито в Пондічеррі.

Кабульська рупія та кандахарська рупія використовувалися як валюта в Афганістані до 1891 року, коли вони були стандартизовані як афганська рупія. Афганська рупія, яка була розділена на 60 паїсів, була замінена на афгані в 1925 році.
До середини 20 століття офіційна валюта Тибету була також відома як тибетська рупія.
У 13 столітті паперові гроші стали відомі в Європі через рахунки мандрівників, таких як Марко Поло та Вільгельм з Рубрука. Рахунок паперових грошей Марко Поло за часів династії Юань є темою розділу його книги «Подорожі Марко Поло» під назвою «Як Великий Каан викликає кору дерев, зроблену в щось на зразок паперу, щоб передати гроші по всій його країні» У середньовічній Італії та Фландрії через незахищеність і непрактичність транспортування великих сум грошей на великі відстані,  торговці грошима почали використовувати векселі. Спочатку вони були особисто зареєстровані, але незабаром вони стали письмовим наказом про виплату суми тому, хто мав її у своєму розпорядженні. Ці банкноти можна розглядати як попередник звичайних банкнот.

### Торгові векселі
Векселі набули поширення з розширенням європейської торгівлі ближче до кінця середньовіччя. Процвітаюча італійська оптова торгівля сукном, вовняним одягом, вином, оловом та іншими товарами сильно залежала від кредиту для його швидкого розширення. Товар поставлявся покупцеві за векселем, що становило обіцянку покупця здійснити оплату в якусь зазначену майбутню дату. За умови, що покупець був авторитетним або вексель був схвалений надійним поручителем, продавець міг потім пред'явити вексель банкіру-продавцю і викупити його в грошах за зниженою вартістю до того, як він фактично став належним. Основне призначення цих купюр, тим не менш, полягало в тому, що подорожувати з готівкою було особливо небезпечно в той час. Депозит можна було внести з банкіром в одному місті, в свою чергу роздавався вексель, який можна було викупити в іншому місті.
Ці векселі також могли бути використані як форма оплати продавцем для здійснення додаткових покупок у власних постачальників. Таким чином, векселі – рання форма кредиту – стали одночасно і засобом обміну, і засобом зберігання вартості. Як і кредити єгипетських зернових банків, цей торговий кредит став значним джерелом для створення нових грошей. В Англії векселі стали важливою формою кредиту і грошей протягом останньої чверті 18 століття і першої чверті 19 століття, перш ніж банкноти, чеки і грошові кредитні лінії були широко доступні.

### Ісламський золотий вік
Приблизно в той самий час у середньовічному ісламському світі протягом 7–12 століть була створена потужна грошова економіка на основі зростаючих рівнів обігу стабільної високовартісної валюти (динара). Інновації, введені мусульманськими економістами, торговцями та купцями, включають найдавніше використання кредиту, чеків, векселів, ощадних рахунків, операційних рахунків, позик, трастів, обмінних курсів, передачі кредиту та боргу, і банківські установи для кредитів і депозитів.

### Індійський субконтинент
На Індійському субконтиненті Шер Шах Сурі (1540–1545) ввів срібну монету під назвою рупія вагою 178 грамів. Його використання продовжилося в Імперії Великих Моголів. Історія рупії бере свій початок у Стародавній Індії приблизно в 3 столітті до нашої ери. Стародавня Індія була одним із найперших емітентів монет у світі  разом із лідійськими статерами, декількома іншими близькосхідними монетами та китайськими вень. Термін походить від rūpya, санскритського терміна для срібної монети, від санскритського rūpa, красива форма.
Імперська така була офіційно запроваджена грошовою реформою Мухаммеда бін Туглука, імператора Делійського султанату, у 1329 році. Вона була створена за зразком репрезентативних грошей, концепція яких була вперше застосована як паперові гроші монголами в Китаї та Персії. Танка карбувалася з міді та латуні. Її вартість обмінювалася на золоті та срібні запаси в імператорській скарбниці. Валюта була введена у зв'язку з нестачею металів.

### Таллі (лічильні палички)
Прийняття символічних форм грошей означало, що символ може бути використаний для представлення чогось цінного, що знаходиться у фізичному зберіганні десь в іншому місці в просторі, наприклад, зерна на складі; або чогось цінного, що буде доступне пізніше, наприклад, простий або переказний вексель, документ, що наказує одній особі сплатити певну суму грошей іншій особі на певну дату або при виконанні певних умов.
У 12 столітті англійська монархія запровадила ранню версію переказного векселя у вигляді шматка дерева з насічками, відомого як лічильна палиця. Спочатку таллі почали використовувати в той час, коли папір був рідкісним і дорогим, але їх використання тривало до початку 19 століття, навіть після того, як паперові гроші стали переважаючими. Насічки позначали різні суми податків, що підлягали сплаті Короні. Спочатку таллети були просто формою квитанції, яку видавали платнику податків під час сплати ним податків. З підвищенням ефективності роботи податкового відомства, воно почало видавати таллі для позначення обіцянки платника податків здійснювати майбутні податкові платежі у визначений час протягом року. Кожна розписка складалася з пари відповідних паличок - одна паличка видавалася платнику податків під час нарахування податків, що означало суму податків, яка мала бути сплачена пізніше, а інша зберігалася в Казначействі, що означало суму податків, яка мала бути зібрана в майбутньому.
Казначейство виявило, що ці підрахунки також можуть бути використані для створення грошей. Коли Корона вичерпувала свої поточні ресурси, вона могла використовувати квитанції, що представляли майбутні податкові платежі, належні Короні, як форму оплати власним кредиторам, які, в свою чергу, могли або збирати податкові надходження безпосередньо з тих, хто сплачував податки, або використовувати ті ж самі квитанції для сплати своїх власних податків уряду. Таллі також могли бути продані іншим особам в обмін на золоті або срібні монети зі знижкою, що відображала тривалість часу, який залишався до сплати податку. Таким чином, таллі стали прийнятним засобом обміну для деяких видів операцій і визнаним засобом збереження вартості. Як і жиробанки до нього, Казначейство незабаром зрозуміло, що воно також може випускати казначейські білети, які не були підкріплені жодною конкретною оцінкою податків. Таким чином, Казначейство створило нові гроші, які були підкріплені суспільною довірою та довірою до монархії, а не конкретними надходженнями до бюджету.

## 1450–1971 рр.

### Банкіри-золотарі
Золотарі в Англії були ремісниками, торговцями злитків, міняйлами грошей і грошовими кредиторами з 16 століття. Але вони не були першими, хто виступав фінансовими посередниками ; на початку 17 століття писарі були першими, хто зберігав депозити з явною метою передачі їх. Купці та торговці накопичили величезні запаси золота та довірили свої багатства на зберігання Королівському монетному двору. У 1640 році король Карл I захопив приватне золото, що зберігалося на монетному дворі, як примусовий кредит (який з часом повинен був бути повернений). Згодом купці надали перевагу зберіганню золота у лондонських ювелірів, які мали приватні сховища, і стягували за цю послугу певну плату. В обмін на кожне внесення дорогоцінного металу ювеліри видавали квитанції, які засвідчували кількість і чистоту металу, що зберігався у них на правах бейлі (тобто на довірче зберігання). Ці квитанції не могли бути присвоєні (забрати товар, що зберігається, міг тільки первісний вкладник). Поступово ювеліри взяли на себе функцію скривенерів рекредитування від імені вкладника, а також напрацювали сучасну банківську практику; векселі випускалися на депоновані гроші, які за звичаєм та/або законом були позикою золотареві, тобто вкладник прямо дозволяв золотарю використовувати гроші для будь-яких цілей, включаючи аванси своїм клієнтам. Ювелір не стягував ніякої комісії, а то і зовсім виплачував відсотки за цими вкладами. Оскільки векселі підлягали векселі підлягали сплаті на першу вимогу, а аванси (позики) клієнтам ювеліра погашалися протягом більш тривалого періоду часу, це була рання форма банківського обслуговування з частковим резервом. Векселі розвинулися в інструмент, що передається, який міг циркулювати як безпечна і зручна форма грошей, підкріплена обіцянкою золотаря заплатити. Отже, золотарі могли авансувати позики у вигляді золотих грошей, або у формі векселів, або у формі чекових рахунків. Родовища золота були відносно стабільними, часто залишалися у золотаря протягом багатьох років поспіль, тому ризик дефолту був невеликим, поки зберігалася довіра громадськості до цілісності та фінансової стійкості золотаря. Таким чином, золотарі Лондона стали предтечами британської банківської справи і видатними творцями нових грошей, заснованих на кредиті.

### Перші європейські банкноти

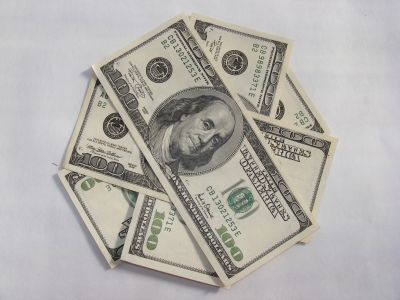
Банкнота номіналом 100 доларів США

Перші європейські банкноти були випущені Stockholms Banco, попередником центрального банку Швеції Sveriges Riksbank, у 1661 році. Вони замінили мідні пластини, які використовувалися як платіжний засіб, хоча в 1664 році в банку закінчилися монети для викупу купюр, і того ж року він припинив роботу.
Натхненні успіхом лондонських ювелірів, деякі з яких стали попередниками великих англійських банків, банки почали випускати паперові банкноти, які цілком коректно називали «банкнотами», що оберталися так само, як сьогодні обертаються випущені урядом грошові знаки. В Англії ця практика тривала до 1694 року. Шотландські банки продовжували випускати банкноти до 1850 року і досі випускають банкноти, забезпечені банкнотами Банку Англії. У Сполучених Штатах Америки ця практика продовжувалася протягом 19 століття; свого часу в Америці налічувалося понад 5 000 різних видів банкнот, випущених різними комерційними банками. Широке розповсюдження отримали лише банкноти, випущені найбільшими, найбільш кредитоспроможними банками. Банкноти дрібніших, менш відомих установ мали місцеве ходіння. Далеко від дому вони приймалися лише за зниженим курсом, якщо приймалися взагалі. Розповсюдження видів грошей йшло пліч-о-пліч зі збільшенням кількості фінансових установ.
Ці банкноти були формою представницьких грошей, які можна було обміняти на золото або срібло, звернувшись до банку. Оскільки банки випускали банкноти в кількості, що значно перевищувала кількість золота та срібла, які вони зберігали на депозитах, раптова втрата довіри громадськості до банку могла призвести до масового викупу банкнот та банкрутства.
В Індії найдавніші паперові гроші були випущені Банком Індостану (1770–1832), Генеральним банком Бенгалії та Біхара (1773–75) і Бенгальським банком (1784–91).
Використання банкнот, випущених приватними комерційними банками, в якості законного платіжного засобу, поступово змінилося випуском банківських квитків, дозволених і контрольованих національними урядами. Після 1694 року Банк Англії отримав виключне право випускати банкноти в Англії. У Сполучених Штатах Федеральний резервний банк отримав подібні права після свого створення в 1913 році. До недавнього часу ці дозволені урядом валюти були формами представницьких грошей, оскільки частково були забезпечені золотом або сріблом і теоретично конвертувалися в золото або срібло.

## 1971 рр.–дотепер
У 1971 році президент Сполучених Штатів Річард Ніксон оголосив, що долар США більше не буде безпосередньо конвертований у золото. Цей захід фактично знищив Бреттон-Вудську систему, вилучивши один з її ключових компонентів, що стало відомим як "шок Ніксона". З тих пір долар США, а значить, і всі національні валюти, є вільно плаваючими валютами. Крім того, у міжнародних, національних і місцевих грошах тепер домінують віртуальні кредити, а не справжні злитки.

### Платіжні картки
Наприкінці 20-го століття платіжні картки, такі як кредитні та дебетові картки, стали домінуючим способом споживчих платежів у Першому світі. Bankamericard, запущена в 1958 році, стала першою сторонньою кредитною карткою, яка набула широкого використання та була прийнята в магазинах і магазинах по всій території Сполучених Штатів, а незабаром за нею з’явилися Mastercard і American Express. З 1980 року компанії, що видають кредитні картки, звільнені від законів штату про лихварство, тому можуть стягувати будь-які відсотки, які вважають за потрібне.  За межами Америки інші платіжні картки стали більш популярними, ніж кредитні, наприклад, французька Carte Bleue.

### Цифрова валюта
Розвиток комп'ютерних технологій у другій половині XX століття дозволив представити гроші в цифровому вигляді. До 1990 року в Сполучених Штатах Америки всі гроші, що переказувалися між центральним банком та комерційними банками, були в електронній формі. До 2000-х років більшість грошей існувала у вигляді цифрової валюти в базах даних банків. У 2012 році за кількістю транзакцій від 20 до 58 відсотків транзакцій були електронними (залежно від країни). Перевага цифрової валюти полягає в тому, що вона дозволяє здійснювати простіші, швидші та гнучкіші платежі.

### Криптовалюти
У 2008 році біткойн був запропонований невідомим автором/авторами під псевдонімом Сатоші Накамото. Він був реалізований того ж року. Використання криптографії дозволило валюті мати надійний, взаємозамінний і стійкий до підробки розподілений реєстр під назвою блокчейн. Він став першою широко використовуваною децентралізованою одноранговою криптовалютою. Інші подібні системи були запропоновані з 1980-х років. Протокол, запропонований Накамото, вирішив так звану проблему подвійних витрат без допомоги довіреної третьої сторони.
З моменту появи біткойна було представлено тисячі інших криптовалют.
 